# Monacon cavifrons
Monacon cavifrons är en stekelart som beskrevs av Boucek 1980. Monacon cavifrons ingår i släktet Monacon och familjen gropglanssteklar.
Artens utbredningsområde är Filippinerna. Inga underarter finns listade i Catalogue of Life.